# Heinz Hoffmann (Politiker, 1930)
Heinz Hoffmann (* 4. Januar 1930 in Rückers, Landkreis Glatz, Provinz Niederschlesien; † 21. September 2013) war ein deutscher Politiker (SPD).

## Leben
Nach dem Besuch der Volksschule begann Hoffmann eine Lehre als Tischler und arbeitete bis 1956 in diesem Beruf. Anschließend war er bis 1959 Jugendsekretär beim DGB. Ab 1960 war er Geschäftsführer bei der Gewerkschaft ÖTV in Verden (Aller). 1963 wurde er geschäftsführender Vorsitzender des DGB-Kreises Hameln-Rinteln, im März 1970 stellvertretender Vorsitzender des SPD-Unterbezirks Oberweser. Außerdem war er Vorsitzender des Aufsichtsrates der Stadtwerke Hameln GmbH sowie Vorsitzender des Vorstandes der Allgemeinen Ortskrankenkasse in Hameln/Pyrmont.

## Öffentliche Ämter
Hoffmann wurde zwischen 1964 und 1973 sowie erneut seit 1976 zum Ratsherr der Stadt Hameln gewählt, wo er Vorsitzender der SPD-Ratsfraktion war. Seit 1973 war er Abgeordneter des Kreistages im Landkreis Hameln-Pyrmont. In der siebten bis zur elften Wahlperiode war er Mitglied des Niedersächsischen Landtages, dem er vom 21. Juni 1970 bis 20. Juni 1990 angehörte.